# Lesprom Network
Lesprom Network —  российская компания, разработчик одноимённого B2B маркетплейса, предоставляемого заказчикам по модели SaaS. Компания также специализируется на информации и аналитике о лесной, целлюлозно-бумажной и деревообрабатывающей промышленности. На маркетплейсе Lesprom Network зарегистрированы более 100,000 человек. Штаб-квартира находится в городе Москва.
Официальное наименование: полное — маркетплейс Lesprom Network, краткое — Lesprom Network. Предыдущие названия — Леспром.ру (2000—2003).

## История
7 декабря 2000 года состоялся запуск портала Леспром.ру (www.lesprom.ru), ознаменовавший начало работы компании. Разработка портала велась с января 2000 года группой программистов в вологодском офисе компании. Почти сразу после запуска портал подвергся атаке хакеров, которая по мнению СМИ была инициирована конкурентами или «зелёными».
30 июля 2001 года открылась англоязычная версия торговой системы Леспром.ру, расположенная по адресу lesprom.com. На 30 июля в торговой системе зарегистрировано более 2,4 тыс. участников, из них зарубежных, включая ближнее зарубежье - около 1,2 тыс.
10 октября 2002 года количество участников информационно-торговой системы Леспром.ру составило 6689 предприятий из 61 региона России и 74 стран зарубежья.
Декабрь 2002 года - услугами торговой площадки пользуется около трети всех предприятий лесопромышленного комплекса России.
15 февраля 2003 года аналитическая группа Lesprom Network выпустила первый аналитический отчет: «Итоги работы лесопромышленного комплекса России за 2002 год».
16 октября 2003 года состоялось вручение наград лауреатам первой Всероссийской лесопромышленной премии Lesprom Awards. Награждение состоялось в рамках пятого Международного лесопромышленного форума в Санкт-Петербурге в Гранд-отеле «Европа». На победу в каждой из пяти номинации претендовали около 20 кандидатов. Эта первая профессиональная премия в области российского лесопромышленного комплекса вручается представителям российского бизнеса и журналистам, освещающим работу лесной промышленности.
1 октября 2004 года редакционная группа Lesprom Network выпустила первый номер журнала «Лесная индустрия». Журнал выходит 10 раз в год тиражом 10 тыс. экземпляров и имеет 64 полосы. Ежегодно в сентябрьском номере публикуется рейтинг Топ-50 крупнейших лесопромышленных компаний России.

## Руководство

### Руководство
На декабрь 2012 года:
- президент — Богатырев Алексей Александрович, также главный редактор журнала «Лесная индустрия»,

## Деятельность

### Основные продукты и услуги
- ежедневная лента новостей на русском и английском языках;
- лесопромышленная торговая система;
- глобальный справочник лесопромышленных компаний;
- бюллетень «Еженедельник лесопромышленника»;
- журнал «Лесная индустрия»;
- всероссийская лесопромышленная премия Lesprom Awards;
- периодические и индивидуальные аналитические исследования рынков ЛПК, инвестиционный консалтинг.

### Аналитическая группа
С момента создания в 2003 году группой было подготовлено более 100 исследований различных сегментов ЛПК. Группа специализируется на маркетинговых исследованиях и инвестиционном анализе предприятий. Среди клиентов группы компании PriceWaterhouseCoopers, Poyry, Группа Илим, Архангельский ЦБК, IKEA, UPM, Home Depot, Ponnse, Komatsu и др.

### Журнал "Лесная индустрия"
Деловой журнал, выходит 10 раз в год тиражом 10 тыс. экземпляров, содержит 64 полосы. Распространяется по подписке, адресной рассылке и на лесопромышленных выставках. Специализируется на статьях о состоянии мировых рынков ЛПК, новых технологиях обработки древесины, передовой практике управления лесопромышленным бизнесом и др.

### Премия Lesprom Awards
Учреждена Lesprom Network в 2003 году при поддержке Федерального агентства лесного хозяйства России. Первая профессиональная премия в области российского лесопромышленного комплекса. Основная цель премии – поощрение представителей лесопромышленного делового сообщества, деятельность которых вносит наибольший вклад в развитие лесного комплекса России, а также журналистов, профессионально и непредвзято освещающих деятельность российского ЛПК. 24 апреля 2009 года в гостинице Le Royal Meridien National (Москва) состоялась торжественная церемония награждения лауреатов VI Всероссийской лесопромышленной премии Lesprom Awards.

### Торговая система
Обеспечивает возможность обмена структурированной соответственно специфике ЛПК информацией среди участников системы. Объявления автоматически транслируются на русском, английском, немецком и китайском языках. В системе участвуют около 100 тысяч специалистов ЛПК и 50 тысяч компаний.